# Vriesea haplostachya
Vriesea haplostachya är en gräsväxtart som först beskrevs av Charles Wright, och fick sitt nu gällande namn av Lyman Bradford Smith. Vriesea haplostachya ingår i släktet Vriesea och familjen Bromeliaceae. Inga underarter finns listade i Catalogue of Life.